# King Peak
El King Peak (a vegades anomenat Mount King), amb 5.173 msnm, és la quarta muntanya més alta del Yukon i del Canadà i la novena d'Amèrica del Nord. Situada a l'oest del mont Logan, la més alta del Canadà, és considerat un cim secundari d'aquest.
El 6 de juny de 1952 Keith Hart i Elton Thayer, estudiants de la Universitat d'Alaska, van realitzar la primera ascensió del cim.